# Niklowanie
Niklowanie – pokrywanie wyrobów metalowych warstwą niklu. Niklowanie wykonuje się w celach antykorozyjnych, dekoracyjnych, a także technologicznych jako podłoże dla innych powłok galwanicznych.
Niklowanie wykonuje się najczęściej na przedmiotach stalowych, a najtrwalsze powłoki osiąga się pokrywając stal najpierw grubszą warstwą miedzi – jako warstwą pośrednią o lepszej przyczepności zarówno do stali, jak i niklu – a następnie cieńszą warstwą niklu. Z kolei w powłokach najwyższej jakości taki układ warstw służy jako podłoże dla warstwy chromu.
Powłoki niklowe charakteryzują się nieco gorszym wyglądem od powłok chromowych (gorszy połysk, możliwość lekkich przebarwień), mniejszą odpornością na korozję i słabszą wytrzymałością mechaniczną, są jednak tańsze.
Niklowanie elektrolityczne przeprowadza się prawie wyłącznie w kąpielach siarczanowych, kwaśnych, rzadziej chlorkowych aminosulfonowych. Przykładowy skład kąpieli (w g/dm³) i warunki pracy: NiSO
4·7H
2O 300, NiCl
2·6H
2O 30, H
3BO
3 30, temperatura 20–55 °C, gęstość prądu 0,5 do 4 A/dm², mieszanie sprężonym powietrzem lub szyną katodową. Przez dodanie odpowiednich substancji blaskotwórczych można uzyskać bezpośrednio z kąpieli powłoki błyszczące.
Niklowanie chemiczne polega na redukowaniu podfosforynem niklu na powierzchni przeznaczonej do niklowania. Osadza się stop niklu z fosforem (4–7% fosforu). Przykładowy skład kąpieli (w g/dm³) i warunki pracy: NiCl
2·6H
2O 50, NH
4Cl 50, NaH
2PO
2·H
2O 30, cytrynian sodu 100, temperatura 90–95 °C, pH 9–10. Niklowanie chemiczne stosuje się wówczas, gdy trudno osadzić powłokę elektrolityczną, np. we wnętrzu rurek itp.